# Löster
Die Löster oder der Lösterbach ist ein etwas über 261⁄2 Kilometer langer und rechter Zufluss der Prims in Rheinland-Pfalz und im Saarland. Sein rechter Hauptstrang-Oberlauf ist der Dörrenbach.

## Name
1312 wird die Löster als Lustra erstmals schriftlich erwähnt. Der Name könnte in Zusammenhang mit dem indogermanischen Wortstamm *luso- stehen und „die Schmutzigere“ bedeuten.

## Geographie

### Verlauf
Die Löster entspringt auf etwa 525 m ü. NN bei Reinsfeld als Dörrenbach, nimmt bei Hermeskeil den Rotbach auf und wird dann Löster genannt. Sie fließt durch das Mühlental am Steinerwald, unterquert die Bundesautobahn 1 (Europastraße 422) bei der Lösterbachtalbrücke, läuft durch Bierfeld und Löstertal und mündet auf etwa 265 Meter über NN südlich der saarländischen Stadt Wadern in der Nähe der Burg Dagstuhl in die Prims, kurz vor der Mündung der Wadrill in die Prims.
Die Hochwaldbahn verlief ab Hermeskeil durch das Tal und überquerte sie nahe Hermeskeil und nochmals in dem Bereich, in dem der Felsbach (Landesgrenze zwischen Rheinland-Pfalz und Saarland) in die Löster mündet.

### Zuflüsse
Direkte und indirekte Zuflüsse, jeweils von der Quelle zur Mündung, Namen nach Kartendienst des Landschaftsinformationssystems der Naturschutzverwaltung Rheinland-Pfalz (LANIS-Karte) (Hinweise), Daten nach GeoExplorer der Wasserwirtschaftsverwaltung Rheinland-Pfalz (Hinweise) und Geoportal Saarland Kartenviewer für das Saarland (Hinweise):
- Dörrenbach (rechter Quellbach, Hauptstrang), 4,5 km, 10,75 km²
  - Lindenbach (rechts), 0,9 km, 1,12 km²
  - Staffelbornbach (Reipsfelderbach) (rechts), 0,7 km, 0,81 km²
  - Senkelsbach (links), 1,1 km, 1,18 km²
  - Langwiesenbach (Bach vom Lascheiderhof) (rechts), 2,1 km, 2,09 km²
    - Übungsgraben (links), 0,2 km, 0,28 km²
    - Höfchengraben (links), 0,7 km, 0,52 km²

  - Hahnenbornbach (Hahnenborn) (links), 0,5 km, 0,81 km²
  - Erzbach (Bach am Erzberg), 1,7 km, 1,39 km²
    - Tontelbach (rechts), 0,8 km, 0,52 km²
- Rotbach (linker Quellbach, Nebenstrang), 4,1 km, 5,87 km²
  - Bach vom Rückersbergerhof (rechts), 0,4 km, 0,52 km²
  - Tannenbach (links), 0,6 km, 0,50 km²
  - Buchengraben (rechts), 0,4 km, 0,36 km²
  - Wiesengraben (links), 0,7 km, 0,48 km²
  - Martinusgraben (links), 0,7 km, 0,53 km²
- Detzbach (rechts), 1,1 km, 1,78 km²
  - (Ackergraben) (links) 0,7 km, 0,73 km²
- Labach  (Badebach)  (links), 2,2 km, 1,24 km²
- Trieschelbach (Katzenbach) (rechts), 1,1 km, 1,49 km²
- Perdsbach (links), 0,7 km, 0,62 km²
- Steinergraben (links), 0,5 km, 0,15 km²
- (Waldbach) (rechts), 0,6 km, 0,30 km²
- Krummgraben (rechts), 0,7 km, 0,59 km²
- Felsbach (links), 1,0 km, 1,30 km²
- Rümmelbornerfloß (links), 0,9 km
- Schneppenbach (rechts), 1,1 km, 1,25 km²
- Scheidebach (links), 2,8 km, 2,63 km²
  - Leyenbergbach (rechts), 0,1 km
  - Hohbornbach (links), 0,3 km
  - Leyenbergraben (rechts), 0,4 km
- Bleidenbach (rechts), 2,0 km, 1,77 km²
  - Bodenfloß (rechts), 0,6 km
- Heidwiesbach (links), 0,6 km
- Kalmedhwiesbach (links), 0,4 km
- Engelborn (links), 1,5 km
- Scherechbach (links), 2,5 km, 1,62 km²
- Oberlösterner Lohbach (rechts), 6,8 km, 6,41 km²
  - Benkelbergbach (rechts), 0,4 km
  - Koderbach (rechts), 0,8 km
  - Erkerbach (links), 0,9 km
  - Brücherwiesbach (links), 0,2 km
  - Hostertbach (rechts), 0,8 km
    - Honigbach (rechts), 0,4 km
- Wellenbach (links), 2,8 km, 2,77 km²
  - Oberer Wellenbach (rechts), 0,1 km
  - Holzschlagbach (rechts), 0,1 km
  - Rölfersgraben (links), 0,6 km
  - Baljersbörnchen (links), 0,1 km
- Weierwiesgraben (links), 0,2 km
- Fuderbrühlgraben (links), 0,8 km
- Ellergraben (links), 0,6 km
- Köpbach (rechts), 1,3 km
- Labersbach (links), 2,6 km, 1,55 km²